# ジャパン・ホテル・リート投資法人
ジャパン・ホテル・リート投資法人（ジャパン・ホテル・リートとうしほうじん、英: Japan Hotel REIT Investment Corporation）は、東京都渋谷区にある投資法人。

## 概要
日本全国のホテルを投資対象にしている国内最大のホテル特化型J-REITである。
資産運用会社は、ジャパン・ホテル・リート・アドバイザーズ株式会社で、同社にはシンガポールの不動産ファンド投資会社であるSC CAPITAL PARTNERSグループのSCJ One (S) Pte. Ltd.が87.6%、株式会社共立メンテナンスが10.3%、オリックス株式会社が2.1%、それぞれ出資している。
組入物件のホテルは夏期が繁忙期となり季節性が大きいため、現時点のJ-REITの中で唯一、決算は年1回となっている（他のJ-REITは年2回の決算）。

## 沿革
- 2005年11月4日 - 設立企画人（ジャパン・ホテル・リート・アドバイザーズ株式会社）による投信法第69条に基づく本投資法人設立に係る届出
- 2005年11月10日 - 日本ホテルファンド投資法人として設立（投信法第166条に基づく本投資法人の設立登記、本投資法人の成立）
- 2005年11月11日 - 投信法第188条に基づく本投資法人登録の申請
- 2005年12月1日 - 内閣総理大臣による投信法第187条に基づく本投資法人登録の実施（登録番号　関東財務局長　第48号）
- 2006年6月14日 - 東京証券取引所不動産投資信託証券市場に上場
- 2012年4月1日 - 「ジャパン・ホテル・アンド・リゾート投資法人」と合併。商号をジャパン・ホテル・リート投資法人に変更[3]

## ジャパン・ホテル・アンド・リゾート投資法人
「ジャパン・ホテル・アンド・リゾート投資法人」はゴールドマン・サックスグループをメインスポンサーに2005年9月9日に設立、2006年2月15日に東証上場。2012年4月1日に日本ホテルファンド投資法人（同日でジャパン・ホテル・リート投資法人に商号変更）に吸収合併され、消滅。

## ポートフォリオ一覧
(2014年9月30日現在)

### 北海道
- ベストウェスタンホテル札幌中島公園 - 北海道札幌市
- メルキュールホテル札幌 - 北海道札幌市

### 東北
- ダイワロイネットホテル秋田 - 秋田県秋田市

### 北陸
- ホテルサンルート新潟 - 新潟県新潟市

### 関東
- ヒルトン東京ベイ - 千葉県浦安市
- オリエンタルホテル東京ベイ - 千葉県浦安市
- イビス東京新宿 - 東京都新宿区
- 箱根強羅温泉　季の湯　雪月花 - 神奈川県足柄下郡
- ホテルサンルート新橋 - 東京都港区
- ドーミーイン水道橋 - 東京都文京区
- ドーミーインEXPRESS浅草 - 東京都台東区
- R＆Bホテル上野広小路 - 東京都台東区
- R＆Bホテル東日本橋 - 東京都中央区
- コンフォートホテル東京東日本橋 - 東京都中央区
- スマイルホテル日本橋三越前 - 東京都中央区
- ホテルビスタ蒲田東京 - 東京都大田区
- チサンイン蒲田 - 東京都大田区

### 関西
- 神戸メリケンパークオリエンタルホテル - 兵庫県神戸市
- なんばオリエンタルホテル - 大阪府大阪市
- 奈良ワシントンホテルプラザ - 奈良県奈良市
- ホテル京阪ユニバーサル・シティ - 大阪府大阪市
- イビス スタイルズ 京都ステーション - 京都府京都市

### 中国
- オリエンタルホテル広島 - 広島県広島市
- コンフォートホテル新山口 - 山口県山口市

### 九州沖縄
- ホテル日航アリビラ - 沖縄県中頭郡
- ドーミーイン熊本 - 熊本県熊本市
- 博多中洲ワシントンホテルプラザ - 福岡県福岡市
- メルキュールホテル沖縄那覇 - 沖縄県那覇市
- 東横イン博多口駅前本館・シングル館 - 福岡県福岡市
- ザ・ビーチタワー沖縄 - 沖縄県中頭郡